# MOA-2007-BLG-400L
MOA-2007-BLG-400L es una estrella ubicada a 22 472.1 años luz (6890 pársecs) de distancia, en la constelación de Sagitario. Se presume que esta estrella es una enana roja con un tipo espectral M3V, basándose en su masa de 0.35 M☉.

## Sistema planetario
En septiembre de 2008, la Red de Seguimiento de Microlentes (μFUN) y Microlensing Observations in Astrophysics (MOA) anunciaron el descubrimiento de un planeta extrasolar, MOA-2007-BLG-400Lb. Este planeta fue detectado mediante el método de microlente gravitacional a partir de un evento registrado en septiembre de 2007.
| Planeta | Masa         | Semieje mayor (UA) | Periodo orbital (días) | Excentricidad | Inclinación | Radio |
| ------- | ------------ | ------------------ | ---------------------- | ------------- | ----------- | ----- |
| b       | 0.9 ± 0.4 MJ | 3.9 ± 3.3 UA       | ?                      | ?             | ?           | ?     |